# Cercyon haemorrhoidalis
Cercyon haemorrhoidalis är en skalbaggsart som först beskrevs av Fabricius 1775.  Cercyon haemorrhoidalis ingår i släktet Cercyon och familjen palpbaggar. Arten är reproducerande i Sverige. Inga underarter finns listade i Catalogue of Life.